# Brigitte Kuhlmann
Brigitte Kuhlmann, née le 19 janvier 1947 à Hanovre (Allemagne de l'Ouest) et morte le 4 juillet 1976 à Entebbe (Ouganda), alias Halima de son nom de guerre, est l'une des fondatrices et membre du groupe terroriste de gauche ouest-allemand Revolutionäre Zellen (RZ),,. Elle est tuée par les forces de défense israéliennes à Entebbe, en Ouganda, lors de l'opération d'Entebbe en juillet 1976. 

## Jeunesse
Brigitte Kuhlmann naît le 19 janvier 1947 à Hanovre et étudie la pédagogie dans cette ville. Elle écrit de la poésie et soigne des patients handicapés. Elle vit avec le terroriste allemand Wilfried Böse mais ne l'épouse pas. Par après, elle a une liaison avec Gerd Schnepel.

## Clandestinité à Francfort
Brigitte Kuhlmann et Böse disparaissent dans Francfort, socialisant dans les cercles de gauche, où ils sont recrutés par la Fraction Armée rouge. Ils figurent parmi les membres fondateurs des Cellules révolutionnaires.

## Détournement d'Air France 139
Le 27 juin 1976, Brigitte Kuhlmann, munie d'un passeport équatorien, embarque à Bahreïn avec Abdul-Rahim Jaber et Jayel Naji al-Arjam pour se rendre à Athènes, en Grèce, afin de prendre un vol Air France. Les bagagistes de l'aéroport de Bahreïn veillent à ce que leurs bagages de cabine contenant leurs armes à feu et leurs grenades soient introduits clandestinement dans l'avion sans être repérés. 
À Athènes, ils embarquent dans l'avion d'Air France, un Airbus A300 qui décolle pour Paris peu après midi (vol 139). Après quelques minutes, Kuhlmann et ses complices détournent l'avion. Kuhlmann prend le contrôle de la cabine de première classe et menace et frappe les passagers de son pistolet. L'avion de ligne est détourné vers la Libye sous l'indicatif d'appel "Haifa One". L'appareil atterri à l'aéroport international de Benina, où tous les otages non-israéliens sont libérés. Cependant Kuhlmann refuse la libération de quatre passagers juifs, belges et américains, après les avoir vus vêtus de châles de prière juifs. 
L'A300 redécolle pour se diriger vers le sud en direction de l'Afrique centrale. Pendant le vol de cinq heures, Kuhlmann maltraite verbalement des passagers avec des critiques antisémites.  
L'avion atterri à Entebbe, en Ouganda, où Kuhlmann et ses comparses rencontrent des associés à leur cause dont un homme identifié par la presse comme étant Anton Degas Bouvier (mais probablement Fouad Awad), Abdel al-Latif et Abu Ali. Au cours des pourparlers qui durent toute la semaine, Kuhlmann et ses collaborateurs présentent leurs exigences à Israël, notamment la libération de prisonniers politiques palestiniens, ainsi qu'une rançon de la France. Ils demandent également la libération de leurs alliés, Werner Hoppe, Jan-Carl Raspe, Ingrid Schubert, Ralf Reinders, Fritz Teufel et Inge Viett. Les Israéliens sont séparés des non-Israéliens et des menaces d'exécution sont faites si les demandes ne sont pas satisfaites.  

### Opération Entebbe
Kuhlmann, ainsi que son camarade Wilfried Böse et les autres pirates de l'air, sont tués dans l'opération Entebbe, un raid de commando israélien visant à libérer les otages restants.
Le comportement de Kuhlmann envers les otages pendant la campagne d'une semaine a été décrit plus tard par plusieurs victimes de l'enlèvement comme particulièrement hostile, la surnommant « la terroriste nazie ».

## Dans la culture populaire
Le personnage de Brigitte Kuhlmann figure dans plusieurs films et téléfilms, dont :  
- Dans le téléfilm Victoire à Entebbé (1976), par l'actrice américaine d'origine autrichienne Bibi Besch. Son personnage est crédité en tant que femme allemande.
- Dans le film Opération Thunderbolt (1977), par l'actrice autrichienne Sybil Danning, sous son nom de guerre Halima.
- Dans le film télévisé Raid on Entebbe (1977), par l'actrice américaine Mariclare Costello. Son personnage s'appelle Gabrielle Krieger dans le film.
- Dans Carlos (2010), par Katharina Schüttler.
- Dans Otages à Entebbe (2018, 7 Days in Entebbe aux États-Unis et au Canada) par Rosamund Pike.